# Fiume delle Perle
Il fiume delle Perle (cinese: 珠江S, Zhū JiāngP) è il terzo fiume cinese per lunghezza e il secondo per portata. È conosciuto anche come Yuè Jiāng, "fiume del Guangdong" (cinese: 粵江).

## Descrizione
Il suo nome deriva da una roccia che affiora nella rada di Canton e che ora si trova lungo l'argine a causa del cambiamento del corso del fiume. Più che di un fiume, si tratta di un sistema fluviale con un bacino di 409.480 km², formato dalla confluenza con i fiumi Xi Jiang, Bei Jiang e Dong Jiang, rispettivamente fiume dell'ovest, del nord e dell'est.
Sbocca nel mar Cinese Meridionale, tra Hong Kong e Macao. L'estuario prende il nome di Bocca Tigris, nome datogli dai portoghesi a causa di un isolotto che ha l'aspetto di una tigre accovacciata. Il Bocca Tigris è attraversato dal ponte Humen, un ponte sospeso di 888 m che mette in comunicazione il distretto Nansha del Guangdong con la città di Humen.